# Schloss Eschenbach

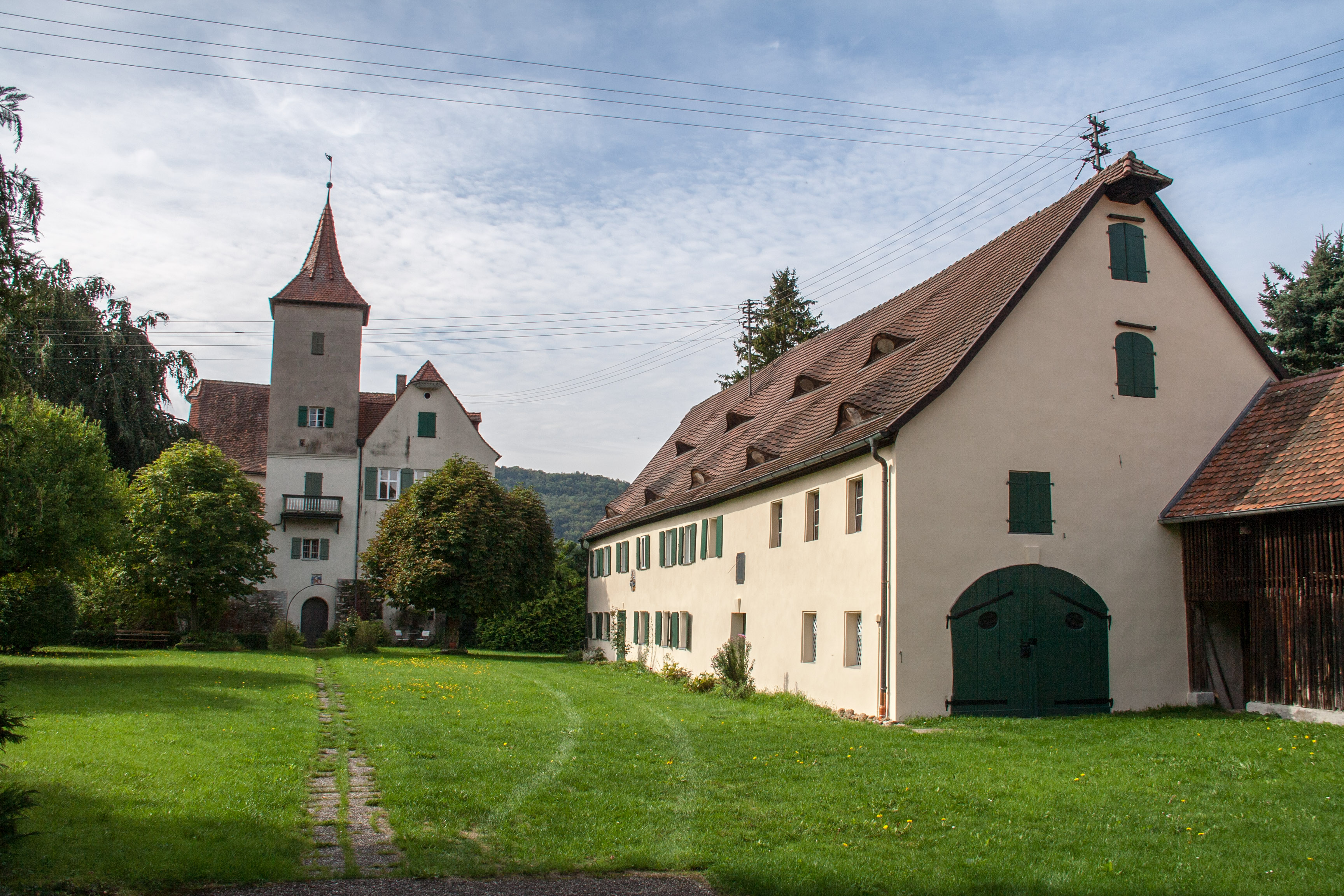
Schloss Eschenbach heute

Das  Schloss Eschenbach  ist ein denkmalgeschütztes Gebäude im Gemeindeteil Eschenbach der mittelfränkischen Gemeinde Pommelsbrunn im Landkreis Nürnberger Land von Bayern (Eschenbach 406). Das Gebäude wird an der Südostseite vom Hirschbach und an der Südwestseite von der Pegnitz begrenzt. Es ist seit 1508 im Besitz der Familie Ebner von Eschenbach. Die Anlage wird als Bodendenkmal unter der Aktennummer D-5-6434-0169 im Bayernatlas als „mittelalterliche Wasserburg, frühneuzeitliches Wasserschloss“ geführt. Ebenso ist sie unter der Aktennummer D-5-74-147-32 als denkmalgeschütztes Baudenkmal von Eschenbach verzeichnet.

## Geschichte
Das Schloss wurde 1230 als Wasserburg erbaut. Im 13. Jahrhundert war die Gegend im Besitz der Reichsministerialen von Hartenstein und der mit diesen verwandten Neidstein, die als Untervögte des Hochstifts Bamberg amtierten, in Vertretung der Hochvögte (dies waren ursprünglich die Grafen von Sulzbach, seit 1188 die Staufer und nach 1266/69 die Wittelsbacher). Das Hochstift Bamberg konnte die Lehensrechte daran bis zum Ende des Alten Reiches 1802 wahren. Nach dem Aussterben der Hartenstein und Neidstein kam Eschenbach 1324 unter die Oberhoheit der Schenken von Reicheneck. Die Burg in Eschenbach selbst wurde von Ministerialen bewohnt; dies waren seit 1230/38 die Herren von Eschenbach, auch Eschenbecken genannt. Nach 1330 war Eschenbach im Besitz der Ministerialenfamilie Türriegel von Riegelstein.
1367 verkaufte Dietrich Türriegel das „Haus Eschenbach mit allen anderen Lehen“ an Hermann Erlbeck und dieser sagte den Besitz seinem Lehnsherren Walter III. Schenk von Reicheneck auf. 1382 wohnte hier Ulrich von Reicheneck mit seinem Schwager Stephan von Wolfstein. Offensichtlich hatten die Reichenecker zwischenzeitlich das Nutzungsrecht an Eschenbach von den Erlbeck übernommen. Nach dem Tod des Ulrich von Reicheneck (vor 1389) kam Eschenbach an seine Witwe Margarethe von Wolfstein.

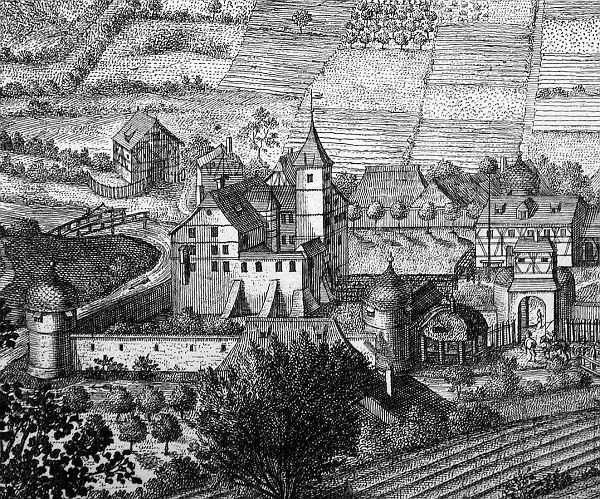
Schloss Eschenbach (um 1600)

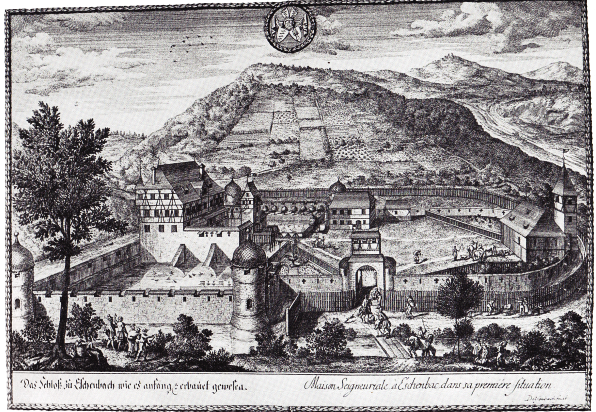
Schloss Eschenbach nach einem Kupferstich von Johann Adam Delsenbach von 1725

1403 verkauften die Brüder Hans, Wolf und Wygleis von Wolfstein ihre „Behausung“ zu Eschenbach mit allen Gütern und Rechten an den Nürnberger Montanunternehmer Heinrich Harsdörffer und seine Frau Margarethe. In diesem Jahr fiel die Wasserburg unter die Oberhoheit der freien Reichsstadt Nürnberg. Albrecht von Wolfstein erhob 1414 grundherrliche Ansprüche auf den nur zwei Kilometer entfernten Unteren Hammer zu Hirschbach. Die hundertjährige Herrschaft der Harsdorfer endete mit dem Tod Hans Harsdorfers (1511). Er hatte das Schloss wie die zugehörigen Güter unter seinen drei Töchtern Katharina, Ursula und Anna aufgeteilt.
Am 17. Januar 1508 erfolgte über die Heirat mit Ursula, Tochter des Hans Harsdörffer (Oberster Münzmeister zu Kuttenberg und oberster Bergbeamter in Böhmen), der Übergang an Hanns III. Ebner (1482–1552). 1528 konnte er das zweite Drittel an Schloss und Herrschaft von der älteren Schwester Katharina seiner Frau erwerben. Der Anteil der jüngeren Schwester Anna fiel an die Volckamer. Im Zweiten Markgrafenkrieg haben Söldner des Markgrafen Albrecht Alcibiades am 4. Juli 1552 das Schloss Eschenbach zerstört, da Hans III. Ebner die geforderte Zahlung einer Brandschatzung an den Markgrafen verweigert hatte. Das Schloss wurde aber bereits 1554 von Hans IV. Ebner in seiner heutigen Form wiederaufgebaut. Auf einem Stich von 1725 über das Schloss Eschenbach „wie es anfangs erbauet gewesen“ findet sich das Allianzwappen der Ebner und der Harsdörffer.
Abgesehen von einer Unterbrechung zwischen 1667 und 1676 gehört der Familie der Ebner das Schloss bis heute. In diesen zehn Jahren hatten Maria Helena Ebner, eine geborene Fürer, und Margarete Ebner den Besitz an Johann Friedrich von Wimpffen veräußert. Dieser Friedrich übernahm sich in der Folge finanziell, veruntreute als Losungsamtmann städtische Gelder, wurde 1668 in Haft genommen und verstarb noch im gleichen Jahr im Gefängnis. Eschenbach wurde der Zwangsverwaltung des Rats der Stadt Nürnberg unterstellt und 1676 wieder von der Familie Ebner um 12.000 Gulden zurückerworben.

## Schloss Eschenbach einst und jetzt

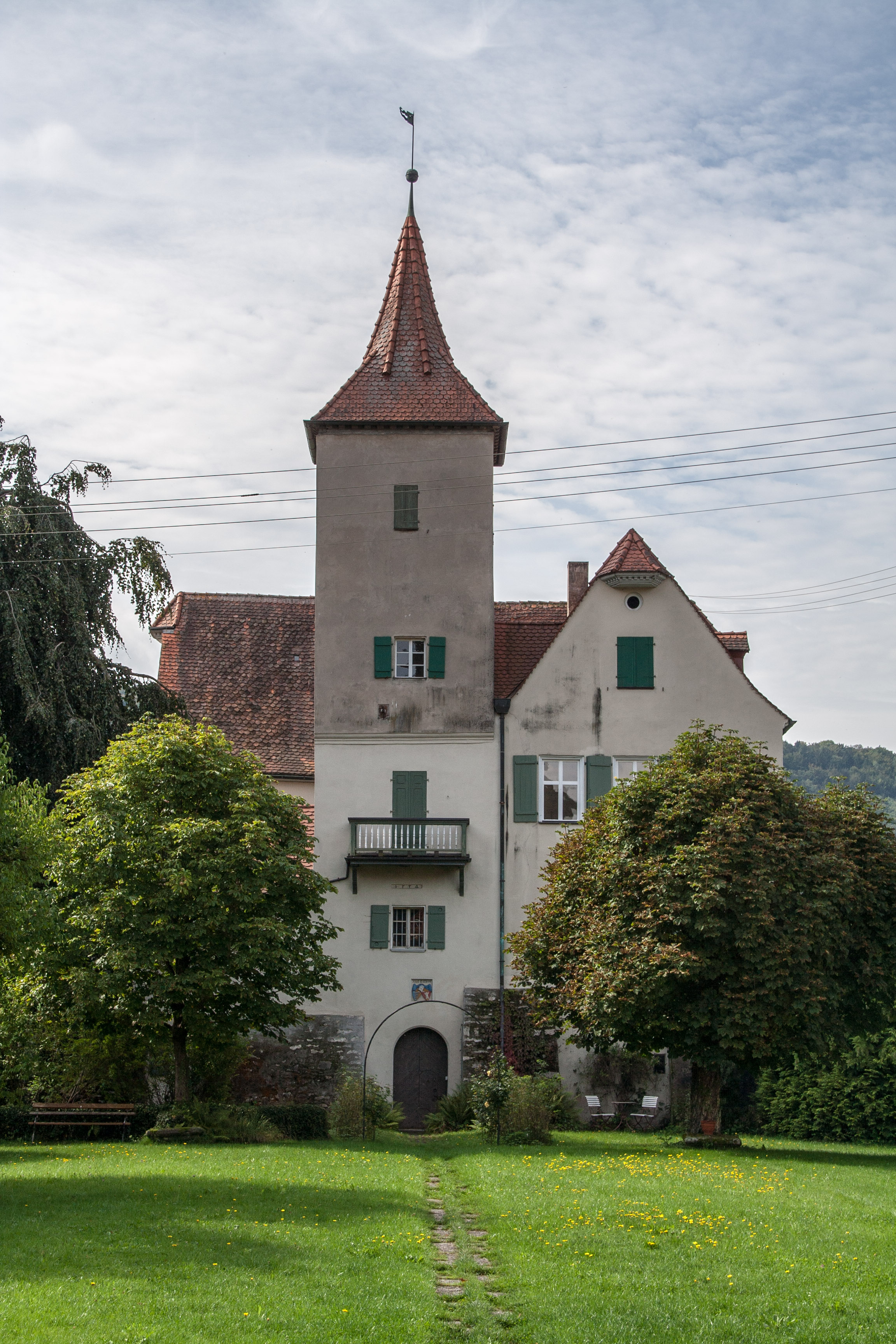
Schloss Eschenbach

Die ehemalige Wasserburg erscheint heute im Wesentlichen noch in der Form, wie sie 1554 wieder aufgebaut wurde. Das Schloss besitzt einen dreistöckigen Palas, dessen Mauerwerk im Erdgeschoss des Haupttraktes möglicherweise bis ins 13. Jahrhundert zurückreicht. Ein ebenfalls dreigeschossiger Flügelbau wurde an der Nordostecke 1554/55 errichtet. 1559 wurden auch die Wirtschaftsbauten in der Vorburg fertiggestellt. Der Spitzhelmturm stammt von 1885. Um 1830 wurde die äußere Umwallung bis auf einen der vier Rundtürme, dem 1863 restaurierten Westturm, auch „Fuchsen-Turm“ (früheres Gefängnis) genannt, beseitigt. Der Wassergraben war bereits zwischen 1736 und 1740 zugeschüttet worden. An der Südseite des Innenhofs befindet sich eine Mauer mit einem Wehrgang.
Im Schloss findet man einen Ahnensaal (um 1730) mit einer Sammlung mit Ölbildnissen von Angehörigen der Familien Ebner.
Das Schloss ist vom Bayerischen Landesamt für Denkmalpflege als Baudenkmal (D-5-74-147-32) und Bodendenkmal (D-5-6434-0169) ausgewiesen.